# Fotografia panoramica

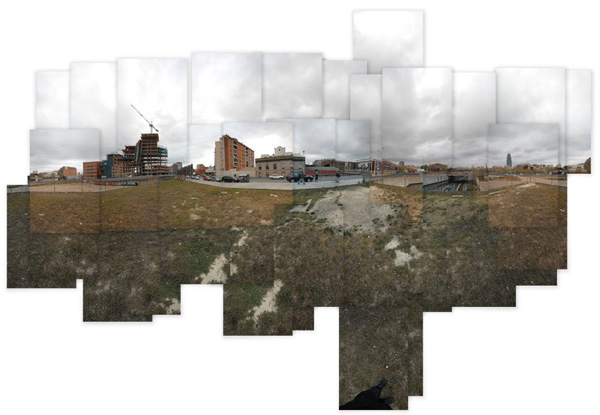
Esempio di foto panoramica composta da più scatti diversi (carente di ottimizzazioni varie)

Con fotografia panoramica si intende un tipo di fotografia ad ampio campo visivo, ripreso da apposite fotocamere panoramiche con obiettivi solitamente rotanti in orizzontale, per l'impressione di fotogrammi dal rapporto d'aspetto, appunto, panoramico, anche fino a 120°. 
In senso più moderno (fotografia digitale), significa anche la tecnica che permette di creare un collage di immagini, che copra un ampio angolo visivo, tra 180° e 360°, tramite la composizione di un mosaico di foto adiacenti (panoramic mosaic ), in genere con lo scopo di visualizzare un panorama naturalistico o la vista di un ambiente, in modo più simile a come viene percepita dal vivo.

## Tecnologia
Il metodo più comune consiste nella composizione di diverse foto adiacenti tramite software automatici. In genere si usa una sola serie di foto in senso orizzontale, ma è possibile usare anche più linee sovrapposte, al limite a formare una foto con angoli di vista orizzontale di 360° e verticale di 180°, rappresentante l'intera sfera.
I programmi automatici impiegano algoritmi complessi e procedimenti matematici in grado di riconoscere elementi corrispondenti nelle porzioni di foto sovrapposte, calcolando delle funzioni di omotetia utili a deformare le foto di partenza. La deformazione è necessaria in quanto linee diritte devono divenire curve e linee parallele divengono convergenti.
La fotografia panoramica viene creata con uno stativo di grande stabilità e una "testa" panoramica graduata che permetta di regolare il parallasse e il punto nodale in modo che le foto possano essere cucite con precisione. Elaborate con software professionali, vengono esportate le panografie che possono essere visualizzate su cataloghi multimediali, siti internet, presentazioni filmate.

## Problemi di angolo di campo
Il campo visivo umano è di circa 130° x 200° (verticale/orizzontale), enormemente superiore all'angolo visualizzabile da una qualunque macchina fotografica. Tuttavia, la visione binoculare è più ristretta, tra 60° e 120° orizzontali, in base all'individuo. Gli obbiettivi fotografici grandangolari hanno un angolo di campo (misurato sulla diagonale) che varia da ~ 62° a 100° per quelli comuni, per portarsi fino a 180° negli ultragrandangolari e (anche 220°) i fish-eye.
| Lunghezza focale | Angolo di campo (su formato 35 mm) | Angolo di campo (su formato APO) |
| ---------------- | ---------------------------------- | -------------------------------- |
| 8 mm             | 180°                               | 180°                             |
| 15 mm            | 180°                               | 98°                              |
| 20 mm            | 95°                                | 63°                              |
| 24 mm            | 84°                                | 54°                              |
| 28 mm            | 75°                                | 47°                              |
| 50 mm            | 46°                                | 27°                              |

## Composizione lineare orizzontale
Per realizzare una foto panoramica è necessario normalmente comporre diverse foto. La procedura comunemente impiegata è l'esecuzione di una serie di fotografie con la macchina fotografica posizionata su cavalletto livellato e con alzo nullo (in modo che le linee verticali risultino parallele sulla foto), ogni foto spaziata angolarmente di una quantità prefissata, in modo che le foto abbiano una sovrapposizione del 40-50%.

## Visione dinamica
Esistono formati particolari che permettono di generare e di vedere fotografie panoramiche muovendo l'angolo di vista, avvicinandosi, allontanandosi, ecc. Solitamente si tratta di formati QuickTime.

## Software dedicato
L'esecuzione di una composizione fotografica richiede complessi calcoli matematici ed è eseguita normalmente con software specifici, alcuni dei quali sono gratuiti e open source: un esempio è Hugin.